# Masaaki Satake
Masaaki Satake (jap. 佐竹 雅昭 Satake Masaaki; ur. 17 sierpnia 1965) – reprezentant Japonii w karate i kick-boxingu. Mistrz świata karate Seidō-kaikan z 1993 roku. Był jednym z pionierów K-1 i czołowym japońskim kick-boxerem lat 90. (wicemistrz K-1 World Grand Prix 1994). W latach 2000–2002 walczył w MMA w barwach PRIDE FC.

## Osiągnięcia

### Kick-boxing
- 1998: Mistrz K-1 Japan GP (Bushido '98)
- 1997: Mistrz K-1 Japan GP
- 1994: Wicemistrz K-1 World GP
- 1993: Mistrz Świata ISKA w wadze ciężkiej
- 1993: Mistrz Świata UKF w wadze ciężkiej
- 1993: Mistrz Świata KICK w wadze superciężkiej

### Karate
- 1993: Karate World Cup – 1. miejsce
- 1993: Karate Japan Open Tournament – 1. miejsce
- 1992: Karate Japan Open Tournament – 1. miejsce
- 1989: Mistrz Karate Japan Open
- 1988: Karate Real Champion Tournament – 2. miejsce
- 1987: Mistrz Karate Japan Open